# Milan Pišút
Milan Pišút (16. února 1908 Liptovský Svätý Mikuláš – 8. května 1984 Bratislava) byl slovenský a československý literární historik, politik a poválečný poslanec Prozatímního Národního shromáždění a Slovenské národní rady za Demokratickou stranu a ministr vlád Československa.

## Biografie
V roce 1926 absolvoval gymnázium v Liptovském Svätém Mikuláši, pak v letech 1926–1931 studoval na Filozofické fakultě Univerzity Komenského. Působil jako gymnaziální učitel v Bratislavě, v letech 1935–1937 v Praze. Za druhé světové války působil v odboji, byl účastníkem slovenského národního povstání. Působil na pověřenectví pro školství.
V letech 1945–1946 byl poslancem Prozatímního Národního shromáždění za Demokratickou stranu. Do parlamentu byl delegován za skupinu slovenské kulturní a vědecké obce Kultúrni a vedeckí pracovníci. V Národním shromáždění setrval do parlamentních voleb v roce 1946. Na základě výsledků parlamentních voleb roku 1946 byl zvolen do Slovenské národní rady. Ze SNR byl odvolán rozhodnutím Akčního výboru Demokratické strany na 14. schůzi SNR v březnu 1948.
Po únorovém převratu v roce 1948 se plně věnoval akademické dráze. V letech 1948–1977 byl profesorem dějin slovenské literatury a literární vědy na Filozofické fakultě Univerzity Komenského.

## Dílo
- K počiatkom školy Štúrovej, Bratislava, 1937
- Dr. J. M. Hurban, Bratislava, 1937
- Básnik Janko Kráľ a jeho Dráma sveta, Martin, 1948
- Dejiny slovenskej literatúry 1-2., Bratislava, 1963 (spoluautor)
- Romantizmus v slovenskej literatúre, Bratislava, 1974
- Hodnoty a čas, Bratislava, 1978